# エヴェラルド・デ・ヘスス・ペレイラ
エヴェラルド・デ・ヘスス・ペレイラ（Everaldo de Jesus Pereira, 1980年2月19日 - ）は、ブラジル出身のプロサッカー選手。ポジションはフォワード（FW）。
Kリーグ、Jリーグ時代の登録名はカボレ（ハングル: 까보레）。

## 来歴
プロデビューは24歳の時という遅咲きの選手。
2007年、韓国・Kリーグの慶南FCでポポと2トップを組み、抜群のスピードと柔らかなテクニックを発揮して18ゴール8アシストを記録。デニウソン (en) 、デヤン、ステボらを抑えて同年のリーグ得点王に輝いた。
2008年、複数クラブが獲得を図る中 慶南側は当初オファー拒否の姿勢を示していたが、同年2月にJリーグ・FC東京への完全移籍が決定。Jリーグ第2節の新潟戦で移籍後初得点を挙げた。1トップのセンターフォワードを務めていたが、シーズン終盤にはカボレの突破力を活かすべく3トップの左ウイングに配されFWの軸として奮戦。慢性的な右膝痛と股関節痛を抱えながらも出場を志願し、チーム唯一の公式戦全試合出場を記録した。
2009年9月11日、予てよりオファーのあったカタールのアル・アラビへの完全移籍が決定し、同月5日のナビスコカップ準決勝勝利及び決勝進出を置き土産に退団。その後FC東京はこの大会で優勝を果たし、表彰式で優勝カップを受け取る際に羽生直剛がカボレのユニフォームを着用してカップを受け取ることでカボレへの感謝を示した。当時のサッカー雑誌のインタビューで、カボレは将来スペインリーグでプレーすることを目標だと語っていた。アル・アラビではゴールを量産し、2009/10シーズンのリーグ得点王になった（ユニス・マフムードと共に受賞）。2010年9月には自身の決勝点でシェイク・ジャシムカップを制覇。
2015年6月、セレッソ大阪の練習に参加。同月をもって退団するフォルランとカカウに代わるFWとして 加入間近であったが、マグノ・クルスとエジミウソンの加入に伴い見送られた。

## 所属クラブ
- 2003年  ECイピタンガ (Esporte Clube Ipitanga da Bahia)
- 2004年  ECヴィトーリア
- 2005年  ボンスセッソFC
- 2006年  イトゥアーノFC
- 2007年  慶南FC
- 2008年 - 2009年9月  FC東京
- 2009年9月 - 2011年  アル・アラビ
- 2011年 - 2014年  ウム・サラルSC
- 2014年9月 - 2015年1月[19]  CAブラガンチーノ

## 個人成績
| 国内大会個人成績 | 国内大会個人成績 | 国内大会個人成績 | 国内大会個人成績 | 国内大会個人成績 | 国内大会個人成績 | 国内大会個人成績 | 国内大会個人成績 | 国内大会個人成績 | 国内大会個人成績 | 国内大会個人成績 | 国内大会個人成績 |
| 年度             | クラブ           | 背番号           | リーグ           | リーグ戦         | リーグ戦         | リーグ杯         | リーグ杯         | オープン杯       | オープン杯       | 期間通算         | 期間通算         |
| 年度             | クラブ           | 背番号           | リーグ           | 出場             | 得点             | 出場             | 得点             | 出場             | 得点             | 出場             | 得点             |
| ブラジル         | ブラジル         | ブラジル         | ブラジル         | リーグ戦         | リーグ戦         | ブラジル杯       | ブラジル杯       | オープン杯       | オープン杯       | 期間通算         | 期間通算         |
| ---------------- | ---------------- | ---------------- | ---------------- | ---------------- | ---------------- | ---------------- | ---------------- | ---------------- | ---------------- | ---------------- | ---------------- |
| 2003             | イピタンガ       |                  |                  |                  |                  |                  |                  |                  |                  |                  |                  |
| 2004             | ヴィトーリア     |                  |                  |                  |                  |                  |                  |                  |                  |                  |                  |
| 2005 (pt)        | ボンスセッソ     |                  | RJ州             |                  |                  |                  |                  |                  |                  |                  |                  |
| 2006             | イトゥアーノ     |                  |                  |                  |                  |                  |                  |                  |                  |                  |                  |
| 韓国             | 韓国             | 韓国             | 韓国             | リーグ戦         | リーグ戦         | リーグ杯         | リーグ杯         | FA杯             | FA杯             | 期間通算         | 期間通算         |
| 2007 (en)        | 慶南             | 9                | Kリーグ          | 26               | 18               |                  |                  |                  |                  |                  |                  |
| 日本             | 日本             | 日本             | 日本             | リーグ戦         | リーグ戦         | リーグ杯         | リーグ杯         | 天皇杯           | 天皇杯           | 期間通算         | 期間通算         |
| 2008             | FC東京           | 9                | J1               | 34               | 11               | 8                | 2                | 4                | 0                | 46               | 13               |
| 2009             | FC東京           | 9                | J1               | 21               | 5                | 9                | 5                | -                | -                | 30               | 10               |
| カタール         | カタール         | カタール         | カタール         | リーグ戦         | リーグ戦         | リーグ杯         | リーグ杯         | オープン杯       | オープン杯       | 期間通算         | 期間通算         |
| 2009-10 (en)     | アル・アラビ     | 8                | QSL              |                  | 21               |                  |                  |                  |                  |                  |                  |
| 2010-11 (en)     | アル・アラビ     | 8                | QSL              |                  | 10               |                  |                  |                  |                  |                  |                  |
| 2011-12 (en)     | ウム・サラル     | 9                | QSL              | 21               | 10               |                  |                  |                  |                  |                  |                  |
| 2012-13 (en)     | ウム・サラル     | 9                | QSL              | 12               | 8                |                  |                  |                  |                  |                  |                  |
| 2013-14 (en)     | ウム・サラル     | 9                | QSL              | 21               | 6                | 4                | 4                |                  |                  |                  |                  |
| ブラジル         | ブラジル         | ブラジル         | ブラジル         | リーグ戦         | リーグ戦         | ブラジル杯       | ブラジル杯       | オープン杯       | オープン杯       | 期間通算         | 期間通算         |
| 2014 (en)        | ブラガンチーノ   |                  | セリエB          | 7                | 1                |                  |                  |                  |                  | 7                | 1                |
| 通算             | ブラジル         | ブラジル         | セリエB          | 7                | 1                |                  |                  |                  |                  | 7                | 1                |
| 通算             | 韓国             | 韓国             | Kリーグ          | 26               | 18               |                  |                  |                  |                  |                  |                  |
| 通算             | 日本             | 日本             | J1               | 55               | 16               | 17               | 7                | 4                | 0                | 76               | 23               |
| 通算             | カタール         | カタール         | QSL              |                  | 55               |                  |                  |                  |                  |                  |                  |
| 総通算           |                  |                  |                  |                  |                  |                  |                  |                  |                  |                  |                  |

- 2007年3月04日：Kリーグ初出場・初得点 - Kリーグ第1節 vs蔚山現代FC (蔚山文殊)
- 2008年3月08日：Jリーグ初出場 - J1第1節 vsヴィッセル神戸 (味の素)[3]
- 2008年3月15日：Jリーグ初得点 - J1第2節 vsアルビレックス新潟 (ビッグスワン)[3]
- 2009年9月13日：QSL初出場 - QSL第1節 vsアル・サイリヤSC (グランド・ハマド)
- 2009年10月3日：QSL初得点 - QSL第4節 vsアル・フライティヤートSC (カタールSC)[27]

## 個人タイトル
- 2007年
  - Kリーグ得点王 (18得点)
  - Kリーグベストイレブン
- 2009年
  - Jリーグカップ得点王 (5得点)
- 2009-2010
  - カタールリーグ得点王 (21得点)